# Exochus semirufus
Exochus semirufus là một loài tò vò trong họ Ichneumonidae.